# Black Sea Dahu
Black Sea Dahu ist eine Schweizer Indie-Folkband um die Singer-Songwriterin Janine Cathrein und ihre Schwester Vera. Ihr Bruder Simon war bis 2022 dabei, seitdem ist er bei Tourneen nicht mehr dabei.

## Geschichte
Die Gruppe war unter dem Namen Josh bereits ab 2012 aktiv und veröffentlichte ein Album. 2018 wurde der Bandname in Black Sea Dahu geändert, der Dahu ist ein alpines Fabeltier. Beim Label Mouthwatering Records erschien in jenem Jahr das Debütalbum White Creatures unter dem neuen Bandnamen. Es folgten mehrere Tourneen im In- und Ausland sowie Festivalauftritte. 2019 wurde die Gruppe bei den Swiss Music Awards mit dem „Artist Award“ ausgezeichnet.
Im Februar 2022 erschien das zweite Album I Am My Mother, das in einer Rezension als „kleines, in sich geschlossenes Meisterwerk“ bezeichnet wurde.
Seit Herbst 2023 sitzt Alon Ben am Schlagzeug.

## Diskografie

### Alben
- 2012: The Kids of the Sun (als Josh)
- 2018: White Creatures
- 2022: I Am My Mother
- 2024: Live in Zürich and Bern

### EPs
- 2014: Kingdom North (als Josh)
- 2019: No Fire in the Sand
- 2022: Orbit